# Miltochrista spilosomoides
Miltochrista spilosomoides är en fjärilsart som beskrevs av Moore 1878. Miltochrista spilosomoides ingår i släktet Miltochrista och familjen björnspinnare. Inga underarter finns listade i Catalogue of Life.